# Sigismondo II Gonzaga
Sigismondo II Gonzaga (2 dicembre 1530 – Mantova, 22 luglio 1567) è stato un condottiero italiano.

## Biografia
Era figlio del nobile condottiero Sigismondo I Gonzaga, dei Gonzaga di Vescovato e di Antonia Pallavicino.
Seguendo le orme paterne intraprese la carriera militare e nel 1555 difese il castello di Volpiano dagli attacchi francesi.
Sposò nel 1547 Lavinia Rangoni, figlia del famoso condottiero Guido II Rangoni, signore di Spilamberto e di Argentina Pallavicina, figlia di Federico marchese di Zibello.
Morì nel 1567 e gli succedettero, in condominio, i suoi quattro figli maschi: i tre più grandi diedero inizio alle tre linee dinastiche che governarono congiuntamente Vescovato fino all XVIII secolo, il più giovane non ebbe invece eredi.

## Discendenza
Sigismondo e Lavinia ebbero quattro figli maschi sopravvissuti al padre:
- Carlo (1551-1614), marchese di Vescovato;
- Guido Sforza (1552-1607), gran ciambellano del duca di Mantova Guglielmo Gonzaga e suo ambasciatore presso l'imperatore Massimiliano II;
- Giordano (1553-1614), cavaliere dell'ordine del Redentore;
- Fulvio (1558-1615), militare.

Il Litta elenca anche altri cinque figli maschi e tre femmine: 
- di Francesco e di altri due di nome Marzio, dichiara la premorienza rispetto al padre;
- di Guido e Ferrante non fornisce alcuna notizia;
- Argentina, Paola e Margherita furono tutte e tre monacate.

## Ascendenza
|                                              |                                              |                                               | Genitori                                    |  |  | Nonni |  |  | Bisnonni                                |  |  | Trisnonni                                 |  |
|                                              |                                              |                                               |                                             |  |  |       |  |  | Federico I Gonzaga, marchese di Mantova |  |  | Ludovico III Gonzaga, marchese di Busseto |  |
|                                              |                                              |                                               |                                             |  |  |       |  |  | Federico I Gonzaga, marchese di Mantova |  |  | Ludovico III Gonzaga, marchese di Busseto |  |
|                                              |                                              | Barbara di Brandeburgo                        |                                             |  |  |       |  |  | Federico I Gonzaga, marchese di Mantova |  |  |                                           |  |
| Giovanni Gonzaga, signore di Vescovato       |                                              |                                               |                                             |  |  |       |  |  | Federico I Gonzaga, marchese di Mantova |  |  |                                           |  |
|                                              |                                              | Margherita di Baviera                         | Alberto III, duca di Baviera-Monaco         |  |  |       |  |  |                                         |  |  |                                           |  |
|                                              |                                              | Margherita di Baviera                         | Alberto III, duca di Baviera-Monaco         |  |  |       |  |  |                                         |  |  |                                           |  |
|                                              |                                              | Margherita di Baviera                         | Anna di Brunswick-Grubenhagen               |  |  |       |  |  |                                         |  |  |                                           |  |
| Sigismondo I Gonzaga, signore di Vescovato   |                                              | Margherita di Baviera                         |                                             |  |  |       |  |  |                                         |  |  |                                           |  |
|                                              |                                              | Giovanni II Bentivoglio, signore di Bologna   | Annibale I Bentivoglio, signore di Bologna  |  |  |       |  |  |                                         |  |  |                                           |  |
|                                              |                                              | Giovanni II Bentivoglio, signore di Bologna   | Annibale I Bentivoglio, signore di Bologna  |  |  |       |  |  |                                         |  |  |                                           |  |
|                                              |                                              | Giovanni II Bentivoglio, signore di Bologna   | Donnina Visconti                            |  |  |       |  |  |                                         |  |  |                                           |  |
| Laura Bentivoglio                            |                                              | Giovanni II Bentivoglio, signore di Bologna   |                                             |  |  |       |  |  |                                         |  |  |                                           |  |
|                                              |                                              | Ginevra Sforza                                | Alessandro Sforza, signore di Pesaro        |  |  |       |  |  |                                         |  |  |                                           |  |
|                                              |                                              | Ginevra Sforza                                | Alessandro Sforza, signore di Pesaro        |  |  |       |  |  |                                         |  |  |                                           |  |
|                                              |                                              | Ginevra Sforza                                | …                                           |  |  |       |  |  |                                         |  |  |                                           |  |
| Sigismondo II Gonzaga, marchese di Vescovato |                                              | Ginevra Sforza                                |                                             |  |  |       |  |  |                                         |  |  |                                           |  |
|                                              | Pallavicino Pallavicini, marchese di Busseto | Rolando Pallavicini, marchese di Busseto      |                                             |  |  |       |  |  |                                         |  |  |                                           |  |
|                                              | Pallavicino Pallavicini, marchese di Busseto | Rolando Pallavicini, marchese di Busseto      |                                             |  |  |       |  |  |                                         |  |  |                                           |  |
|                                              | Pallavicino Pallavicini, marchese di Busseto | Caterina Scotti                               |                                             |  |  |       |  |  |                                         |  |  |                                           |  |
| Cristoforo Pallavicini, marchese di Busseto  | Pallavicino Pallavicini, marchese di Busseto |                                               |                                             |  |  |       |  |  |                                         |  |  |                                           |  |
|                                              |                                              | Caterina Fieschi                              | Carlo Fieschi                               |  |  |       |  |  |                                         |  |  |                                           |  |
|                                              |                                              | Caterina Fieschi                              | Carlo Fieschi                               |  |  |       |  |  |                                         |  |  |                                           |  |
|                                              |                                              | Caterina Fieschi                              | Caterina Ghisolfi                           |  |  |       |  |  |                                         |  |  |                                           |  |
| Antonia Pallavicini                          |                                              | Caterina Fieschi                              |                                             |  |  |       |  |  |                                         |  |  |                                           |  |
|                                              |                                              | Giuliano della Pusterla, signore di Frugarolo | Pietro della Pusterla, signore di Frugarolo |  |  |       |  |  |                                         |  |  |                                           |  |
|                                              |                                              | Giuliano della Pusterla, signore di Frugarolo | Pietro della Pusterla, signore di Frugarolo |  |  |       |  |  |                                         |  |  |                                           |  |
|                                              |                                              | Giuliano della Pusterla, signore di Frugarolo | Lucia Crotti                                |  |  |       |  |  |                                         |  |  |                                           |  |
| Bona della Pusterla                          |                                              | Giuliano della Pusterla, signore di Frugarolo |                                             |  |  |       |  |  |                                         |  |  |                                           |  |
|                                              |                                              | Antonia Visconti                              | Francesco Visconti, signore di Somma        |  |  |       |  |  |                                         |  |  |                                           |  |
|                                              |                                              | Antonia Visconti                              | Francesco Visconti, signore di Somma        |  |  |       |  |  |                                         |  |  |                                           |  |
|                                              |                                              | Antonia Visconti                              | Elisabetta Bussone                          |  |  |       |  |  |                                         |  |  |                                           |  |
|                                              |                                              | Antonia Visconti                              |                                             |  |  |       |  |  |                                         |  |  |                                           |  |